# 喜鬥擬花鮨
喜鬥擬花鮨，又稱喜鬥擬花鱸，為輻鰭魚綱鱸形目鱸亞目鮨科的其中一種，分布於中東太平洋的庫克群島海域，棲息深度可達116公尺，本魚尾鰭新月形，體淡粉紅色，背鰭黃色，具有一淡藍色條紋及粉紅色細點，腹部有不規則黃色條紋，體長可達5.5公分，棲息在深水礁石區，為底棲性魚類，屬肉食性，生活習性不明。

## 擴展閱讀
維基物種上的相關：喜鬥擬花鮨